# Ai no bakudan
Ai no bakudan (jap. 愛のバクダン) – trzydziesty ósmy singel japońskiego zespołu B’z, wydany 9 marca 2005 roku. Osiągnął 1 pozycję w rankingu Oricon i pozostał na liście przez 14 tygodni, sprzedał się w nakładzie 293 572 egzemplarzy. Singel zdobył status platynowej płyty.
Utwór tytułowy został wykorzystany w zakończeniach programu JAPAN COUNTDOWN stacji TV Tokyo.

## Lista utworów
| Nr | Tytuł                                                                                         | Czas                                             |
| -- | --------------------------------------------------------------------------------------------- | ------------------------------------------------ |
| 1. | „Ai no bakudan” (jap. 愛のバクダン)                                                           | 4:24                                             |
| 2. | „Fever”                                                                                       | 4:15                                             |
| 3. | „Amaku yasashī binetsu” (jap. 甘く優しい微熱)                                                 | 4:37 (edycja regularna) 4:41 (edycja limitowana) |
| 4. | „Ai no bakudan” (TV STYLE) (jap. 愛のバクダン (TV STYLE)) (edycja limitowana)                 | 4:26                                             |
| 5. | „Ai no bakudan” (GUITAR SOLO LESS) (jap. 愛のバクダン (GUITAR SOLO LESS)) (edycja limitowana) | 4:22                                             |

## Muzycy
- Tak Matsumoto: gitara, kompozycja i aranżacja utworów
- Kōshi Inaba: wokal, teksty utworów, aranżacja
- Shane Gaalaas: perkusja
- Akihito Tokunaga: gitara basowa, aranżacja

## Notowania
| Lista                                  | Pozycja |
| -------------------------------------- | ------- |
| Oricon Weekly Singles Chart            | 1       |
| Oricon Monthly Singles Chart           | 3       |
| Oricon Yearly Singles Chart (rok 2005) | 27      |